# جولای چانه‌سیاه
جولای چانه سیاه (نام علمی: Ploceus nigrimentus) نام یک گونه از سرده جولاها است.